# Coenosia punctigera
Coenosia punctigera este o specie de muște din genul Coenosia, familia Muscidae, descrisă de Stein în anul 1918. Conform Catalogue of Life specia Coenosia punctigera nu are subspecii cunoscute.